# Força Itália
Força Itália (em italiano: Forza Italia, FI) é um partido político de centro-direita., que provém do antigo O Povo da Liberdade (PdL), renascimento da extinta Forza Italia (FI), ativo de 1994 a 2009. A sua ideologia inclui elementos de conservadorismo liberal, democracia cristã, liberalismo e populismo. A FI integra o Partido Popular Europeu Silvio Berlusconi (antigo primeiro-ministro italiano nos períodos 1994–1995, 2001–2006, e 2008–2011) foi líder e presidente do partido até à sua morte em 2023, enquanto Antonio Tajani (ex-presidente do Parlamento Europeu, 2017–2019) era vice-presidente e coordenador nacional. Outro membro de destaque é Elisabetta Casellati (ex-presidente do Senado, 2018–2022).
O partido foi fundado, originalmente, em 1994, por Berlusconi, após os escândalos do Tagentopoli que arrasaram os velhos partidos tradicionais, como a Democracia Cristã e o Partido Socialista Italiano.. A Força Itália foi vista, desde da sua  fundação, como o sucessor indirecto dos velhos partidos da I República, pela sua linha europeísta, liberal, democrata-cristã e anti-comunista, além de ter sido extremamente crítica do processo que arrasou com os partidos tradicionais. O partido rapidamente se tornou um dos grandes partidos do novo panorama político italiano, muito graças à forte influência de Berlusconi sobre diferentes meios de comunicação social e, também, graças à forte linha populista e personalista seguida por Berlusconi. Em 2008, a FI juntava-se à Aliança Nacional e outros pequenos partidos de centro-direita para formar O Povo da Liberdade, mas, em 2013, Berlusconi decidiu refundar a Força Itália como partido independente, embora sem o sucesso da década de 1990
Ideologicamente, desde a sua fundação em 1994, o partido seguiu uma linha liberal, conservadora liberal e democrata-cristã., mas, ao contrário da década de 1990, o partido, actualmente, é um forte crítico da União Europeia, seguindo uma linha eurocéptica. Recentemente, o partido voltou-se a reafirmar-se como defensor da Integração europeia, com Berlusconi a reatar relações com a chanceler alemã, Angela Merkel, e afirmando-se como europeísta e crítico do populismo. O maior exemplo deste novo alinhamento europeísta da FI foi a eleição de Antonio Tajani, membro do partido, como presidente do Parlamento Europeu. A Força Itália também se realinhou como um partido claramente conservador, ao defender que o casamento é apenas entre um homem e uma mulher e afirmar que a Itália deve proteger a sua identidade cristã

## Resultados Eleitorais

### Eleições legislativas

#### Câmara dos Deputados
| Data | CI. | Votos      | %            | +/-  | Deputados | +/- | Status   | Notas               |
| ---- | --- | ---------- | ------------ | ---- | --------- | --- | -------- | ------------------- |
| 1994 | 1.º | 8 138 781  | 21,0 / 100,0 |      | 113 / 630 |     | Governo  |                     |
| 1996 | 2.º | 7 712 149  | 20,6 / 100,0 | 0,4  | 122 / 630 | 9   | Oposição |                     |
| 2001 | 1.º | 10 923 431 | 29,4 / 100,0 | 8,8  | 178 / 630 | 56  | Governo  |                     |
| 2006 | 2.º | 9 045 384  | 23,6 / 100,0 | 5,8  | 140 / 630 | 38  | Oposição |                     |
| 2008 | 1.º | 13 629 464 | 37,4 / 100,0 | 13,8 | 272 / 630 | 132 | Governo  | O Povo da Liberdade |
| 2013 | 3.º | 7 332 667  | 21,6 / 100,0 | 15,8 | 97 / 630  | 175 | Oposição | O Povo da Liberdade |
| 2018 | 4.º | 4 590 774  | 14,0 / 100,0 | 7,6  | 104 / 630 | 7   | Oposição |                     |
| 2022 | 5.º | 2 278 217  | 8,1 / 100,0  | 5,9  | 45 / 400  | 59  | Governo  |                     |

#### Senado
| Data | CI.                 | Votos               | %                   | +/-                 | Deputados | +/- | Status   | Notas               |
| ---- | ------------------- | ------------------- | ------------------- | ------------------- | --------- | --- | -------- | ------------------- |
| 1994 | Polo das Liberdades | Polo das Liberdades | Polo das Liberdades | Polo das Liberdades | 36 / 315  |     | Governo  |                     |
| 1996 | Polo das Liberdades | Polo das Liberdades | Polo das Liberdades | Polo das Liberdades | 48 / 315  | 12  | Oposição |                     |
| 2001 | Casa das Liberdades | Casa das Liberdades | Casa das Liberdades | Casa das Liberdades | 82 / 315  | 34  | Governo  |                     |
| 2006 | 1.º                 | 8 202 890           | 24,0 / 100,0        |                     | 79 / 315  | 3   | Oposição |                     |
| 2008 | 1.º                 | 12 678 790          | 38,0 / 100,0        | 14,0                | 141 / 315 | 62  | Governo  | O Povo da Liberdade |
| 2013 | 3.º                 | 6 829 135           | 22,3 / 100,0        | 15,7                | 98 / 315  | 43  | Oposição | O Povo da Liberdade |
| 2018 | 4.º                 | 4 352 380           | 14,4 / 100,0        | 7,9                 | 57 / 315  | 41  | Oposição |                     |
| 2022 | 5.º                 | 2 279 802           | 8,3 / 100,0         | 6,1                 | 18 / 200  | 39  | Governo  |                     |

### Eleições europeias
| Data | CI. | Votos      | %            | +/-  | Deputados | +/- | Notas               |
| ---- | --- | ---------- | ------------ | ---- | --------- | --- | ------------------- |
| 1994 | 1.º | 10 809 139 | 30,6 / 100,0 |      | 27 / 87   |     |                     |
| 1999 | 1.º | 7 913 948  | 25,2 / 100,0 | 5,4  | 22 / 87   | 5   |                     |
| 2004 | 2.º | 6 806 245  | 20,9 / 100,0 | 4,3  | 16 / 87   | 6   |                     |
| 2009 | 1.º | 10 797 296 | 35,3 / 100,0 | 14,4 | 29 / 72   | 13  | O Povo da Liberdade |
| 2014 | 3.º | 4 614 364  | 16,8 / 100,0 | 18,5 | 13 / 73   | 16  |                     |
| 2019 | 4.º | 2 344 465  | 8,8 / 100,0  | 8,0  | 7 / 73    | 6   |                     |
| 2024 | 4.º | 2 243 147  | 9,6 / 100,0  | 0,8  | 8 / 76    | 1   |                     |